# Campeonato Mundial de Atletismo Júnior de 2010 - Lançamento de disco masculino
A prova do lançamento de disco masculino do Campeonato Mundial de Atletismo Júnior de 2010 ocorreu entre os dias 23 e 24 de julho em Moncton, no Canadá. 

## Recordes
Antes desta competição, os recordes mundiais e do campeonato nesta prova eram os seguintes:
|     | Nome              | Nacionalidade | Distância | Local  | Data                 |
| --- | ----------------- | ------------- | --------- | ------ | -------------------- |
| WJR | Mykyta Nesterenko | Ucrânia       | 70.13 m   | Halle  | 24 de maio de 2008   |
| CR  | Margus Hunt       | Estónia       | 67.32 m   | Pequim | 16 de agosto de 2006 |

## Medalhistas
| Ouro                  | Prata            | Bronze             |
| Andrius Gudžius (LTU) | Andrei Gag (ROU) | Julian Wruck (AUS) |

## Cronograma
Todos os horários são locais (UTC-4).
| Data        | Hora  | Evento       |
| ----------- | ----- | ------------ |
| 23 de julho | 09:00 | Qualificação |
| 24 de julho | 15:30 | Final        |

## Resultados

### Qualificação
A qualificação se iniciou no dia 23 de julho ás 09:00. 
Grupo A
| Posição | Atleta               | Nacionalidade     | Tentativas | Tentativas | Tentativas | Resultados | Notas |
| Posição | Atleta               | Nacionalidade     | 1          | 2          | 3          | Resultados | Notas |
| ------- | -------------------- | ----------------- | ---------- | ---------- | ---------- | ---------- | ----- |
| 1       | Julian Wruck         | Austrália         | 45.83      | 45.75      | 52.47      | 59.87      | Q     |
| 2       | Traves Smikle        | Jamaica           | 57.82      | x          | 59.59      | 59.59      | Q     |
| 3       | Lawrence Okoye       | Reino Unido       | 57.24      | x          | 59.56      | 59.56      | Q     |
| 4       | Michael Salzer       | Alemanha          | x          | 58.57      | 57.48      | 58.57      | q     |
| 5       | Danijel Furtula      | Montenegro        | 57.71      | 53.92      | x          | 57.71      | q     |
| 6       | Andrei Gag           | Roménia           | 56.99      | x          | x          | 56.99      | q     |
| 7       | Evgeniy Talanovskiy  | Rússia            | 55.32      | x          | 56.08      | 56.08      |       |
| 8       | Michal Mikulicz      | Polónia           | 55.85      | x          | 55.70      | 55.85      |       |
| 9       | Lukas Weisshaidinger | Áustria           | 55.33      | x          | 55.05      | 55.33      |       |
| 10      | Alex Rose            | Estados Unidos    | x          | 53.46      | x          | 53.46      |       |
| 11      | Mažvydas Butkus      | Lituânia          | 51.47      | 53.00      | 52.60      | 53.00      |       |
| 12      | János Huszák         | Hungria           | x          | x          | 48.69      | 52.47      |       |
| 13      | Tan Shen             | China             | x          | 52.11      | x          | 52.11      |       |
| 14      | Prabhjot Singh       | Índia             | 49.39      | 51.75      | 50.25      | 51.75      |       |
| 15      | Itamar Levi          | Israel            | 50.63      | 51.12      | 50.16      | 51.12      |       |
| 16      | Cristian Iovu        | Roménia           | 46.78      | 49.51      | 48.14      | 49.51      |       |
| 17      | Juan Caicedo         | Equador           | 59.87      | -          | -          | 48.69      |       |
| 18      | Quincy Wilson        | Trinidad e Tobago | x          | x          | x          | NM         |       |

Grupo B
| Posição | Atleta             | Nacionalidade  | Tentativas | Tentativas | Tentativas | Resultados | Notas |
| Posição | Atleta             | Nacionalidade  | 1          | 2          | 3          | Resultados | Notas |
| ------- | ------------------ | -------------- | ---------- | ---------- | ---------- | ---------- | ----- |
| 1       | Andrius Gudžius    | Lituânia       | x          | 55.57      | 63.14      | 63.14      | Q     |
| 2       | Mykyta Nesterenko  | Ucrânia        | 60.90      | -          | -          | 60.90      | Q     |
| 3       | Chad Wright        | Jamaica        | 59.55      | -          | -          | 59.55      | Q     |
| 4       | David Wrobel       | Alemanha       | 58.25      | 58.48      | x          | 58.48      | q     |
| 5       | Eduardo Albertazzi | Itália         | 57.59      | 58.36      | -          | 58.36      | q     |
| 6       | Andrew Evans       | Estados Unidos | 54.91      | x          | 57.18      | 57.18      | q     |
| 7       | Kripal Singh Batth | Índia          | x          | 54.52      | 55.84      | 55.84      |       |
| 8       | Eisa Zankawi       | Kuwait         | 52.87      | 54.90      | x          | 54.90      |       |
| 9       | Zane Duquemin      | Reino Unido    | 52.86      | 52.93      | 54.62      | 54.62      |       |
| 10      | Dewald van Heerden | África do Sul  | 52.27      | 54.33      | x          | 54.33      |       |
| 11      | Ben Getemans       | Bulgária       | 43.35      | 53.03      | 54.14      | 54.14      |       |
| 12      | Andrew Wells       | Canadá         | x          | 54.05      | x          | 54.05      |       |
| 13      | Amine Atik         | Marrocos       | 52.18      | x          | 48.28      | 52.18      |       |
| 14      | Takumi Inubushi    | Japão          | 50.35      | x          | 49.02      | 50.35      |       |
| 15      | Michael Klatsia    | Chipre         | 34.90      | x          | 47.72      | 47.72      |       |
| 16      | Lolassonn Djouhan  | França         | x          | 44.83      | 42.21      | 44.83      |       |
| 17      | Hamed Mansour      | Síria          | x          | x          | x          | NM         |       |

### Final
A prova final foi realizada no dia 24 de julho ás 15:30. 
| Posição           | Atleta             | Nacionalidade  | Tentativas | Tentativas | Tentativas | Tentativas | Tentativas | Tentativas | Resultados | Notas |
| Posição           | Atleta             | Nacionalidade  | 1          | 2          | 3          | 4          | 5          | 6          | Resultados | Notas |
| ----------------- | ------------------ | -------------- | ---------- | ---------- | ---------- | ---------- | ---------- | ---------- | ---------- | ----- |
| Medalha de ouro   | Andrius Gudžius    | Lituânia       | 60.80      | 63.45      | 62.49      | 63.41      | 63.78      | x          | 63.78      |       |
| Medalha de prata  | Andrei Gag         | Roménia        | 61.85      | 59.93      | x          | 59.77      | x          | x          | 61.85      |       |
| Medalha de bronze | Julian Wruck       | Austrália      | 59.88      | 61.09      | 60.65      | x          | 60.87      | 60.55      | 61.09      |       |
| 4                 | Mykyta Nesterenko  | Ucrânia        | 58.24      | 43.55      | 59.96      | 60.54      | 55.94      | 58.96      | 60.54      |       |
| 5                 | Chad Wright        | Jamaica        | 57.44      | 60.04      | 60.33      | x          | x          | 58.37      | 60.33      |       |
| 6                 | Lawrence Okoye     | Reino Unido    | x          | 48.90      | 58.49      | 59.77      | 59.18      | x          | 59.77      |       |
| 7                 | Traves Smikle      | Jamaica        | x          | 51.20      | 58.11      | 59.59      | 57.41      | 55.85      | 59.59      |       |
| 8                 | Michael Salzer     | Alemanha       | 58.14      | x          | 59.51      | x          | 57.39      | x          | 59.51      |       |
|                   |                    |                |            |            |            |            |            |            |            |       |
| 9                 | David Wrobel       | Alemanha       | 57.81      | 56.80      | 54.62      |            |            |            | 57.81      |       |
| 10                | Andrew Evans       | Estados Unidos | 55.27      | 56.91      | x          |            |            |            | 56.91      |       |
| 11                | Eduardo Albertazzi | Itália         | 56.08      | 53.13      | x          |            |            |            | 56.08      |       |
| 12                | Danijel Furtula    | Montenegro     | 54.64      | x          | x          |            |            |            | 54.64      |       |

Legenda
| Recorde mundial       | Recorde mundial (World record)               |                       | Recorde africano                      | Recorde africano (African) |                                           | Q | Classificado por posição (Qualified) |
| Recorde do campeonato | Recorde do campeonato (Championship record)  | Recorde da América    | Recorde da América (Americas)         | q                          | Classificado por melhor tempo (Qualified) |   |                                      |
| Melhor marca do ano   | Melhor marca do ano (World leading)          | Recorde asiático      | Recorde asiático (Asian)              | DNS                        | Não largou (Did not start)                |   |                                      |
| Recorde nacional      | Recorde nacional (National record)           | Recorde europeu       | Recorde europeu (European)            | DNF                        | Não terminou (Did not finish)             |   |                                      |
| Recorde pessoal       | Recorde pessoal do atleta (Personal best)    | Recorde da Oceania    | Recorde da Oceania (Oceania)          | DSQ / DQ                   | Desclassificado (Disqualified)            |   |                                      |
| Recorde da temporada  | Recorde da temporada do atleta (Season best) | Recorde sul-americano | Recorde sul-americano (South America) | NM                         | Sem marca (No mark)                       |   |                                      |